# Люмбарда
Люмбарда (серб. Љумбарда, Ljumbarda; алб. Lumbardh) — село в общине Дечани в исторической области Метохия. С 2008 года находится под контролем частично признанной Республики Косово.

## Административная принадлежность
| Сербская позиция                                                                 | Албанская позиция                                            |
| -------------------------------------------------------------------------------- | ------------------------------------------------------------ |
| входит в общину Дечани Печского округа автономного края Косово и Метохия, Сербия | входит в общину Дечани Джяковицкого округа Республики Косово |

## Население
Согласно переписи населения 1981 года в селе проживало 815 человек: 799 албанцев и 16 черногорцев.
Согласно переписи населения 2011 года в селе проживало 717 человек: 367 мужчин и 350 женщин; 716 албанцев и 1 босняк.
| Численность населения | Численность населения | Численность населения | Численность населения | Численность населения | Численность населения | Численность населения |
| 1948                  | 1953                  | 1961                  | 1971                  | 1981                  | 1991                  | 2011                  |
| --------------------- | --------------------- | --------------------- | --------------------- | --------------------- | --------------------- | --------------------- |
| 448                   | 477                   | 505                   | 580                   | 815                   | 1045                  | 717                   |

## Известные уроженцы
- Светозар Стийович — сербский лингвист, научный сотрудник Сербской академии наук и искусств.